# 라파금
라파금은 대한민국의 음악 그룹이다.

## 방송
- 우리소리 찬양한마당 (2022) - 장려상

## 음반
- 주의 기도 (2009)
- 제1회 국악찬양 오디션 우리소리 찬양한마당 (2022)
- SOLA FIDE (2022)
- 성령으로 노래하는 가야금 (2022)

## 공연
- 창단연주회 (2004)